# Dolmen de Pomeiret
Le dolmen de Pomeiret est un dolmen situé à Cabris, dans le département des Alpes-Maritimes en France.

## Description
Le dolmen est inclus dans un tumulus de 10 m de diamètre d'une hauteur de 1,30 m. La chambre est délimitée par quatre orthostates et des murets en pierre sèche. Un fragment de dalle de couverture repose sur le tumulus.
Les restes osseux de quarante-cinq à cinquante individus y ont été découverts. Le mobilier archéologique recueilli comprend de l'outillage (poinçons en os, alène losangique en bronze, éclats et lamelle en silex), des éléments de parure (perles discoïdes, perles olivaires, tube en bronze, pendeloque) et des tessons de poteries. L'ensemble a été attribué au Chalcolithique avec une réutilisation au Bronze ancien/moyen.